# Sommer-Paralympics 2008/Leichtathletik
Ergebnisse der Leichtathletikwettkämpfe der Sommer-Paralympics 2008
Unter dem Vermerk Weitere Weltrekorde sind Rekorde aus Vorrunden genannt, aber nur, sofern sie nicht in den nachfolgenden Paralympics-Finals wieder verbessert wurden.

## Medaillenspiegel
| Medaillenspiegel Leichtathletik | Medaillenspiegel Leichtathletik | Medaillenspiegel Leichtathletik | Medaillenspiegel Leichtathletik | Medaillenspiegel Leichtathletik | Medaillenspiegel Leichtathletik |
| Platz                           | Land                            | G                               | S                               | B                               | Gesamt                          |
| ------------------------------- | ------------------------------- | ------------------------------- | ------------------------------- | ------------------------------- | ------------------------------- |
| 01                              | Volksrepublik China             | 38                              | 21                              | 18                              | 77                              |
| 02                              | Australien                      | 10                              | 9                               | 7                               | 26                              |
| 03                              | Südafrika                       | 10                              | 2                               | 4                               | 16                              |
| 04                              | Kanada                          | 10                              | 1                               | 8                               | 19                              |
| 05                              | Vereinigte Staaten              | 9                               | 14                              | 5                               | 28                              |
| 06                              | Tunesien                        | 9                               | 9                               | 3                               | 21                              |
| 07                              | Ukraine                         | 9                               | 7                               | 8                               | 24                              |
| 08                              | Deutschland                     | 5                               | 9                               | 7                               | 21                              |
| 09                              | Kenia                           | 5                               | 3                               | 1                               | 9                               |
| 10                              | Brasilien                       | 4                               | 4                               | 7                               | 15                              |
| 11                              | Kuba                            | 4                               | 3                               | 4                               | 11                              |
| 12                              | Marokko                         | 4                               | 1                               | 2                               | 7                               |
| 13                              | Russland                        | 3                               | 7                               | 6                               | 16                              |
| 14                              | Frankreich                      | 3                               | 5                               | 6                               | 14                              |
| 15                              | Mexiko                          | 3                               | 1                               | 3                               | 7                               |
| 16                              | Kroatien                        | 3                               | 1                               |                                 | 4                               |
| 17                              | Irland                          | 3                               |                                 |                                 | 3                               |
| 18                              | Vereinigtes Königreich          | 2                               | 7                               | 8                               | 17                              |
| 19                              | Japan                           | 2                               | 7                               | 3                               | 12                              |
| 20                              | Algerien                        | 2                               | 3                               | 7                               | 12                              |
| 21                              | Iran                            | 2                               | 3                               | 1                               | 6                               |
| 22                              | Finnland                        | 2                               | 1                               | 1                               | 4                               |
| 23                              | Nigeria                         | 2                               | 1                               |                                 | 3                               |
| 24                              | Österreich                      | 2                               |                                 | 1                               | 3                               |
| 25                              | Thailand                        | 1                               | 5                               | 4                               | 10                              |
| 26                              | Polen                           | 1                               | 4                               | 6                               | 11                              |
| 27                              | Griechenland                    | 1                               | 2                               | 7                               | 10                              |
| 28                              | Schweiz                         | 1                               | 2                               | 5                               | 8                               |
| 29                              | Belarus                         | 1                               | 2                               |                                 | 3                               |
| 29                              | Lettland                        | 1                               | 2                               |                                 | 3                               |
| 29                              | Niederlande                     | 1                               | 2                               |                                 | 3                               |
| 32                              | Spanien                         | 1                               | 1                               | 5                               | 7                               |
| 33                              | Aserbaidschan                   | 1                               | 1                               | 4                               | 6                               |
| 34                              | Dänemark                        | 1                               | 1                               |                                 | 2                               |
| 34                              | Saudi-Arabien                   | 1                               | 1                               |                                 | 2                               |
| 36                              | Tschechien                      | 1                               |                                 | 8                               | 9                               |
| 37                              | Südkorea                        | 1                               |                                 | 3                               | 4                               |
| 38                              | Hongkong                        | 1                               |                                 | 1                               | 2                               |
| 39                              | Angola                          |                                 | 3                               |                                 | 3                               |
| 40                              | Zypern                          |                                 | 2                               |                                 | 2                               |
| 41                              | Argentinien                     |                                 | 1                               | 1                               | 2                               |
| 41                              | Bulgarien                       |                                 | 1                               | 1                               | 2                               |
| 41                              | Ägypten                         |                                 | 1                               | 1                               | 2                               |
| 41                              | Venezuela                       |                                 | 1                               | 1                               | 2                               |
| 45                              | Kolumbien                       |                                 | 1                               |                                 | 1                               |
| 45                              | Jordanien                       |                                 | 1                               |                                 | 1                               |
| 45                              | Litauen                         |                                 | 1                               |                                 | 1                               |
| 45                              | Neuseeland                      |                                 | 1                               |                                 | 1                               |
| 45                              | Pakistan                        |                                 | 1                               |                                 | 1                               |
| 45                              | Papua-Neuguinea                 |                                 | 1                               |                                 | 1                               |
| 45                              | Portugal                        |                                 | 1                               |                                 | 1                               |
| 45                              | Slowenien                       |                                 | 1                               |                                 | 1                               |
| 45                              | Serbien                         |                                 | 1                               |                                 | 1                               |
| 54                              | Italien                         |                                 |                                 | 1                               | 1                               |
| 54                              | Jamaika                         |                                 |                                 | 1                               | 1                               |
| 54                              | Namibia                         |                                 |                                 | 1                               | 1                               |

## Männer

### 100 m
| Klasse | Datum    | Goldmedaille             | Goldmedaille | Silbermedaille            | Silbermedaille | Bronzemedaille            | Bronzemedaille | Wind (m/s) |
| Klasse | Datum    | Name, Land               | Zeit (s)     | Name, Land                | Zeit (s)       | Name, Land                | Zeit (s)       | Wind (m/s) |
| T11    | 09.09.08 | Lucas Prado BRA          | 11,03        | Jose Armando ANG          | 11,35          | Tresor Makunda FRA        | 11,46          | +0,4       |
| T12    | 10.09.08 | Josiah Jamison USA       | 10,89        | Adekunle Adesoji NGA      | 10,95          | Yang Yuqing CHN           | 10,96          | +0,2       |
| T13    | 13.09.08 | Jason Smyth IRL          | 10,62        | Alexej Labsin RUS         | 10,88          | Luis Felipe Gutierrez CUB | 10,98          | −0,1       |
| T35    | 13.09.08 | Yang Sen CHN             | 12,29        | Fu Xinhan CHN             | 12,55          | Teboho Mokgalagadi RSA    | 12,82          | −0,3       |
| T36    | 09.09.08 | Roman Pawlyk UKR         | 12,25        | Ben Rushgrove GBR         | 12,35          | So Wa Wai HKG             | 12,38          | +1,4       |
| T37    | 12.09.08 | Fanie van der Merwe RSA  | 11,83        | Ma Yuxi CHN               | 11,90          | Sofiane Hamdi ALG         | 12,01          | −0,7       |
| T38    | 12.09.08 | Evan O’Hanlon AUS        | 10,96        | Zhou Wenjun CHN           | 11,14          | Mykyta Senyk UKR          | 11,18          | −0,2       |
| T42    | 14.09.08 | Earle Connor CAN         | 12,32        | Heinrich Popow GER        | 12,98          | John McFall GBR           | 13,08          | −1,3       |
| T44    | 09.09.08 | Oscar Pistorius RSA, T43 | 11,17        | Jerome Singleton USA, T44 | 11,20          | Brian Frasure USA, T44    | 11,50          | +0,6       |
| T46    | 15.09.08 | Heath Francis AUS        | 11,05        | Francis Kompaon PNG       | 11,10          | Yohansson Nascimento BRA  | 11,25          | −0,4       |
| T52    | 13.09.08 | Dean Bergeron CAN        | 17,47        | Beat Bösch SUI            | 17,51          | Andre Beaudoin CAN        | 17,77          | −0,5       |
| T53    | 16.09.08 | Josh George USA          | 14,79        | Mickey Bushell GBR        | 14,86          | Yu Shiran CHN             | 15,09          | +2,1       |
| T54    | 16.09.08 | Leo-Pekka Tahti FIN      | 13,81        | Saichon Konjen THA        | 14,04          | Supachai Koysub THA       | 14,22          | +0,2       |

- Weitere Weltrekorde:
Klasse T37: 11,28 s, Yang Chen,  CHN, 12. September 2008, 2. Vorlauf
Klasse T44: 11,16 s, Oscar Pistorius,  RSA, 8. September 2008, 2. Vorlauf
Klasse T54: 13,76 s, Leo-Pekka Tahti,  FIN, 15. September 2008, 3. Vorlauf

### 200 m
| Klasse | Datum    | Goldmedaille             | Goldmedaille | Silbermedaille           | Silbermedaille | Bronzemedaille      | Bronzemedaille | Wind (m/s) |
| Klasse | Datum    | Name, Land               | Zeit (s)     | Name, Land               | Zeit (s)       | Name, Land          | Zeit (s)       | Wind (m/s) |
| T11    | 13.09.08 | Lucas Prado BRA          | 22,48        | Jose Armando ANG         | 22,70          | Arian Iznaga CUB    | 22,79          | −0,1       |
| T12    | 16.09.08 | Hilton Langenhoven RSA   | 21,94        | Li Yansong CHN           | 22,21          | Yang Yuqing CHN     | 22,39          | −0,4       |
| T13    | 16.09.08 | Jason Smyth IRL          | 21,43        | Alexei Labzin RUS        | 21,87          | Wugar Mehdijew AZE  | 22,00          | +0,2       |
| T36    | 15.09.08 | So Wa Wai HKG            | 24,65        | Roman Pawlyk UKR         | 25,05          | Che Mian CHN        | 25,34          | −0,2       |
| T37    | 16.09.08 | Fanie van der Merwe RSA  | 23,84        | Sofiane Hamdi ALG        | 24,10          | Ma Yuxi CHN         | 24,48          | +0,5       |
| T38    | 14.09.08 | Evan O’Hanlon AUS        | 21,98        | Whou Wenjun CHN          | 22,38          | Mykyta Senyk UKR    | 22,52          | −0,2       |
| T44    | 13.09.08 | Oscar Pistorius RSA, T43 | 21,67        | Jim Bob Bizzell USA, T44 | 22,62          | Ian Jones GBR, T44  | 23,00          | −0,1       |
| T46    | 09.09.08 | Heath Francis AUS        | 21,74        | Antonis Aresti ZYP       | 22,15          | Ettiam Calderon CUB | 22,42          | +0,8       |
| T52    | 10.09.08 | Dean Bergeron CAN        | 30,81        | Beat Bösch SUI           | 31,41          | Peth Rungsri THA    | 32,07          | +0,4       |
| T53    | 13.09.08 | Yu Shiran CHN            | 26,64        | Richard Colman AUS       | 26,71          | Hong Suk-Man KOR    | 26,87          | −0,3       |
| T54    | 14.09.08 | Zhang Lixin CHN          | 22,34        | Saichon Konjen THA       | 25,15          | Leo-Pekka Tahti FIN | 25,17          | +0,1       |

### 400 m
| Klasse | Datum    | Goldmedaille           | Goldmedaille | Silbermedaille       | Silbermedaille | Bronzemedaille           | Bronzemedaille |
| Klasse | Datum    | Name, Land             | Zeit (s)     | Name, Land           | Zeit (s)       | Name, Land               | Zeit (s)       |
| ------ | -------- | ---------------------- | ------------ | -------------------- | -------------- | ------------------------ | -------------- |
| T11    | 16.09.08 | Lucas Prado BRA        | 50,27        | Jose Armando ANG     | 50,44          | Oleksandr Iwanjuchin UKR | 50,82          |
| T12    | 13.09.08 | Matthias Schröder GER  | 49,45        | Luis Goncalves POR   | 50,15          | Rsa Osmanow AZE          | 50,20          |
| T13    | 10.09.08 | Luis Manuel Galano CUB | 49,12        | Freddy Durruthy CUB  | 49,52          | Ioannis Protos GRE       | 49,99          |
| T36    | 10.09.08 | Roman Pawlyk UKR       | 54,13        | Artem Arefjew RUS    | 55,59          | Che Mian CHN             | 55,70          |
| T38    | 10.09.08 | Farhat Chida TUN       | 51,14        | Abbes Saidi TUN      | 51,97          | Andrej Onufrijenko UKR   | 52,45          |
| T44    | 16.09.08 | Oscar Pistorius RSA    | 47,49        | Jim B. Bizzel USA    | 50,98          | Ian Jones GBR            | 51,69          |
| T46    | 12.09.08 | Francis Heath AUS      | 47,69        | Antonis Aresti CYP   | 48,87          | Samuel Colmenares VEN    | 49,51          |
| T52    | 12.09.08 | Tomoya Ito JPN         | 57,52        | Toshihiro Takada JPN | 60,32          | Dean Bengeron CAN        | 60,43          |
| T53    | 11.09.08 | Hong Suk-Man KOR       | 47,67        | Li Huzhao CHN        | 48,43          | Richard Colman AUS       | 48,92          |
| T54    | 10.09.08 | Zhang Lixin CHN        | 45,07        | David Weir GBR       | 46,02          | Saichon Konjen THA       | 46,86          |

### 800 m
| Klasse | Datum    | Goldmedaille         | Goldmedaille | Silbermedaille             | Silbermedaille | Bronzemedaille               | Bronzemedaille |
| Klasse | Datum    | Name, Land           | Zeit (min)   | Name, Land                 | Zeit (min)     | Name, Land                   | Zeit (min)     |
| ------ | -------- | -------------------- | ------------ | -------------------------- | -------------- | ---------------------------- | -------------- |
| T12    | 10.09.08 | Abderrahim Zhiou TUN | 1:52,13      | Lazaro Raschid Aguilar CUB | 1:52,40        | Odair Santos BRA             | 1:53,73        |
| T13    | 15.09.08 | Abdelillah Mame MAR  | 1,54,78      | Peter Gottwald jun. USA    | 1:55,49        | Zine Eddine Sekhri ALG       | 1:55,90        |
| T36    | 16.09.08 | Artjom Arefjew RUS   | 2:08,83      | He Chengen CHN             | 2:14,76        | Pawel Charagesow RUS         | 2:14,80        |
| T37    | 10.09.08 | Michael McKillop IRL | 1:59,39      | Brad Scott AUS             | 2:02,71        | Djamel Mastouri FRA          | 2:03,04        |
| T46    | 15.09.08 | Marcin Awiżeń POL    | 1:52,36      | Samir Nouioua ALG          | 1:52,97        | Abderrahman Ait Khamouch ESP | 1:53,68        |
| T52    | 16.09.08 | Tomoya Ito JPN       | 1:53,42      | Toshihiro Takada JPN       | 1:53,67        | Thomas Geierspichler AUT     | 1:56,26        |
| T53    | 15.09.08 | Li Huzhao CHN        | 1:36,30      | Josh George USA            | 1:37,09        | Hong Suk-Man KOR             | 1:37,45        |
| T54    | 13.09.08 | David Weir GBR       | 1:36,31      | Kurt Fearnley AUS          | 1:36,76        | Prawat Wahoram THA           | 1:37,12        |

- Weitere Weltrekorde:
Klasse T52: 1:52,31, Tomoya Ito,  JPN, 14. September 2008, 2. Vorlauf

### 1500 m
| Klasse | Datum    | Goldmedaille                 | Goldmedaille | Silbermedaille               | Silbermedaille | Bronzemedaille      | Bronzemedaille |
| Klasse | Datum    | Name, Land                   | Zeit (min)   | Name, Land                   | Zeit (min)     | Name, Land          | Zeit (min)     |
| ------ | -------- | ---------------------------- | ------------ | ---------------------------- | -------------- | ------------------- | -------------- |
| T11    | 15.09.08 | Zhang Zhen CHN               | 4:10,05      | Samwel Mushai Kimani KEN     | 4:11,76        | Jason Dunkerley CAN | 4:11,53        |
| T13    | 13.09.08 | Henry Kiprono Kirwa KEN      | 4:06,11      | Lazaro Raschid Aguilar CUB   | 4:06,40        | Ignacio Avila ESP   | 4:07,00        |
| T46    | 10.09.08 | Abraham Cheruiyot Tarbei KEN | 3:52,50      | Abderrahman Ait Khamouch ESP | 3:53,46        | Samir Nouioua ALG   | 3:53,63        |
| T53    | 16.09.08 | David Weir GBR               | 3:10:34      | Prawat Wahoram THA           | 3:10,68        | Kurt Fearnley AUS   | 3:14,28        |

### 5000 m
| Klasse | Datum    | Goldmedaille                 | Goldmedaille | Silbermedaille           | Silbermedaille | Bronzemedaille      | Bronzemedaille |
| Klasse | Datum    | Name, Land                   | Zeit (min)   | Name, Land               | Zeit (min)     | Name, Land          | Zeit (min)     |
| ------ | -------- | ---------------------------- | ------------ | ------------------------ | -------------- | ------------------- | -------------- |
| T11    | 09.09.08 | Zhang Zhen CHN               | 15:27,35     | Francis Thuo Karanja KEN | 15:32,28       | Henry Wanyoike KEN  | 15:47,17       |
| T13    | 11.09.08 | Henry Kiprono Kirwa KEN      | 14:24,02     | Youssef Benibrahim MAR   | 14:50,32       | Odair Santos BRA    | 14:53,34       |
| T46    | 13.09.08 | Abraham Cheruiyot Tarbei KEN | 14:20,88     | Mohamed Fouzai TUN       | 14:38,96       | Mario Santillan MEX | 14:43,78       |
| T54    | 11.09.08 | Prawat Wahoram THA           | 10:22,38     | Kurt Fearnley AUS        | 10:22,97       | David Weir GBR      | 10:23,03       |

### 10.000 m
| Klasse | Datum    | Goldmedaille            | Goldmedaille | Silbermedaille       | Silbermedaille | Bronzemedaille   | Bronzemedaille |
| Klasse | Datum    | Name, Land              | Zeit (min)   | Name, Land           | Zeit (min)     | Name, Land       | Zeit (min)     |
| ------ | -------- | ----------------------- | ------------ | -------------------- | -------------- | ---------------- | -------------- |
| T12    | 14.09.08 | Henry Kiprono Kirwa KEN | 31:42,97     | Abderrahim Zhiou TUN | 31:43,15       | Odair Santos BRA | 31:57,91       |

### Marathon
| Klasse | Datum    | Goldmedaille             | Goldmedaille | Silbermedaille          | Silbermedaille | Bronzemedaille       | Bronzemedaille |
| Klasse | Datum    | Name, Land               | Zeit (h)     | Name, Land              | Zeit (h)       | Name, Land           | Zeit (h)       |
| ------ | -------- | ------------------------ | ------------ | ----------------------- | -------------- | -------------------- | -------------- |
| T12    | 17.09.08 | Qi Shun CHN              | 2:30:32      | Elkin Serna COL         | 2:31:16        | Ildar Pomykalow RUS  | 2:33:27        |
| T46    | 17.09.08 | Mario Santillan MEX      | 2:27:04      | Tito Sena BRA           | 2:30:49        | Walter Endrizzi ITA  | 2:32:51        |
| T52    | 17.09.08 | Thomas Geierspichler AUT | 1:40:07      | Hirokazu Ueyonabaru JPN | 1:40:10        | Toshihiro Takada JPN | 1:40:20        |
| T54    | 17.09.08 | Kurt Fearnley AUS        | 1:23:17      | Hiroki Sasahara JPN     | 1:23:17        | Ernst van Dyk RSA    | 1:23:17        |

### 4 × 100 m Staffel
| Klasse  | Datum    | Goldmedaille                                                                                              | Goldmedaille | Silbermedaille                                                                                                 | Silbermedaille | Bronzemedaille                                                                                      | Bronzemedaille |
| Klasse  | Datum    | Land, Namen, Klasse                                                                                       | Zeit (s)     | Land, Namen, Klasse                                                                                            | Zeit (s)       | Land, Namen, Klasse                                                                                 | Zeit (s)       |
| ------- | -------- | --- | ------------ | --- | -------------- | --------------------------------------------------------------------------------------------------- | -------------- |
| T11-T13 | 16.09.08 | Volksrepublik China - Liu Xiangkun, T11 - Li Qiang, T12 - Yang Yuqing, T12 - Li Yansong, T12              | 42,75        | Venezuela - Yoldani Silva, T12 - Ricardo Santana, T12 - Oduver Daza, T12 - Fernando Ferrer, T11                | 43,55          | Frankreich - Tresor Makunda, T11 - Pasquale Gallo, T12 - Stephane Bozzolo, T12 - Ronan Pallier, T12 | 44,49          |
| T35-T38 | 16.09.08 | Australien - Evan O’Hanlon, T38 - Darren Thrupp, T37 - Christopher Mullis, T38 - Tim Sullivan, T38        | 44,81        | Volksrepublik China - Che Mian, T36 - Zhou Wenjun, T38 - Yang Chen, T38 - Ma Yuxi, T37                         | 45,00          | Tunesien - Fares Hamdi, T37 - Abbes Saidi, T38 - Mohamed Charmi, T37 - Farhat Chida, T38            | 47,81          |
| T42-T46 | 16.09.08 | Vereinigte Staaten - Jim Bob Bizzell, T44 - Brian Frasure, T44 - Casey Tibbs, T44 - Jerome Singleton, T44 | 42,75        | Brasilien - Andre Luiz Oliveira, T44 - Yohansson Nascimiento, T45 - Claudemir Santos, T46 - Alan Oliveira, T43 | 45,25          | Australien - Heath Francis, T46 - Stephen Wilson, T44 - Aaron Chatman, T46 - Paul Raison, T44       | 45,80          |
| T53/T54 | 09.09.08 | Volksrepublik China - Zong Kai, T54 - Zhao Ji, T54 - Zhang Lixin, T54 - Li Huzhao, T53                    | 49,90        | Thailand - Koysub Supachai, T54 - Konjen Saichon, T54 - Wahoram Prawat, T54 - Krungget Pichet, T53             | 51,93          | Südkorea - Hong Suk-Man, T53 - Jung Dong-Ho, T53 - Kim Gyu-Dae, T54 - Yoo Byung-Hoon, T53           | 53,52          |

- Weitere Weltrekorde:
Klasse T53/54: 49,89 s,  Volksrepublik China (Zhan Lixin, Li Huzhao, Zhao Ji, Zong Kai), 8. September 2008, 1. Vorlauf

### 4 × 400 m Staffel
| Klasse | Datum    | Goldmedaille                                                                              | Goldmedaille | Silbermedaille                                                                                     | Silbermedaille | Bronzemedaille                                                                                  | Bronzemedaille |
| Klasse | Datum    | Land, Namen, Klasse                                                                       | Zeit (min)   | Land, Namen, Klasse                                                                                | Zeit (min)     | Land, Namen, Klasse                                                                             | Zeit (min)     |
| ------ | -------- | ----------------------------------------------------------------------------------------- | ------------ | -------------------------------------------------------------------------------------------------- | -------------- | ----------------------------------------------------------------------------------------------- | -------------- |
| T53/54 | 14.09.08 | Volksrepublik China - Ciu Yanfeng, T54 - Zhao Ji, T54 - Li Huzhao, T53 - Zhang Lixin, T54 | 3:05,67      | Thailand - Sapachai Koysub, T54 - Prawat Wahoram, T54 - Pichet Krungget, T53 - Saichon Konjen, T54 | 3:11,63        | Frankreich - Julien Casoli, T54 - Pierre Fairbank, T53 - Alain Fuss, T54 - Denis Lemeunier, T54 | 3:17,93        |

### Hochsprung
| Klasse | Datum    | Goldmedaille   | Goldmedaille | Silbermedaille    | Silbermedaille | Bronzemedaille   | Bronzemedaille |
| Klasse | Datum    | Name, Land     | Höhe (m)     | Name, Land        | Höhe (m)       | Name, Land       | Höhe (m)       |
| ------ | -------- | -------------- | ------------ | ----------------- | -------------- | ---------------- | -------------- |
| F46    | 14.09.08 | Jeff Skiba USA | 2,11         | Aaron Chatman AUS | 2,02           | Chen Hongjie CHN | 1,96           |

### Weitsprung
| Klasse | Datum    | Goldmedaille           | Goldmedaille                  | Silbermedaille            | Silbermedaille                | Bronzemedaille         | Bronzemedaille                |
| Klasse | Datum    | Name, Land, Klasse     | Weite (m), Wind (m/s), Punkte | Name, Land, Klasse        | Weite (m), Wind (m/s), Punkte | Name, Land, Klasse     | Weite (m), Wind (m/s), Punkte |
| ------ | -------- | ---------------------- | ----------------------------- | ------------------------- | ----------------------------- | ---------------------- | ----------------------------- |
| F11    | 15.09.08 | Li Duan CHN            | 6,61 (+0,8)                   | Lex Gillette USA          | 6,46 (+0,9)                   | Athanasios Barakas GRE | 6,17 (+0,4)                   |
| F12    | 13.09.08 | Hilton Langenhoven USA | 7,31 (+0,4)                   | Osamah al-Shanqiti KSA    | 7,06 (+0,3)                   | Oleg Panjutin AZE      | 7,06 (−0,6)                   |
| F37/38 | 09.09.08 | Farhat Chida TUN, F38  | 6,44 (+0,9) 1104 P.           | Haider Ali PAK, F37       | 6,44 (+1,9) 1104 P.           | Ma Yuxi CHN, F37       | 6,19 (+1,4) 1076 P.           |
| F42/44 | 16.09.08 | Wojtek Czyz GER, F42   | 6,50 (+0,6) 1101 P.           | Atsushi Yamamoto JPN, F42 | 5,84 (0,0) 989 P.             | Casey Tibbs USA, F44   | 6,39 (+0,1) 988 P.            |
| F46    | 10.09.08 | Arnaud Assoumani FRA   | 7,23 (+0,3) 1038 P.           | David Roos RSA            | 6,64 (+0,6) 953 P.            | Li Kangyong CHN        | 6,61 (+0,5) 949 P.            |

### Dreisprung
| Klasse | Datum    | Goldmedaille           | Goldmedaille          | Silbermedaille        | Silbermedaille        | Bronzemedaille      | Bronzemedaille        |
| Klasse | Datum    | Name, Land, Klasse     | Weite (m), Wind (m/s) | Name, Land, Klasse    | Weite (m), Wind (m/s) | Name, Land, Klasse  | Weite (m), Wind (m/s) |
| ------ | -------- | ---------------------- | --------------------- | --------------------- | --------------------- | ------------------- | --------------------- |
| F11    | 12.09.08 | Li Duan CHN            | 13,71 (+0,2)          | Zeynəddin Bilalov AZE | 12,80 (+0,1)          | Javier Porras ESP   | 12,71 (0,0)           |
| F12    | 08.09.08 | Osamah al-Shanqiti KSA | 15,37 (+0,5)          | Iwan Kyzenko UKR      | 15,24 (+0,4)          | Vladimir Zayets AZE | 15,00 (+0,2)          |

### Kugelstoßen
| Klasse    | Datum    | Goldmedaille               | Goldmedaille      | Silbermedaille                      | Silbermedaille    | Bronzemedaille                | Bronzemedaille    |
| Klasse    | Datum    | Name, Land, Klasse         | Weite (m), Punkte | Name, Land, Klasse                  | Weite (m), Punkte | Name, Land, Klasse            | Weite (m), Punkte |
| --------- | -------- | -------------------------- | ----------------- | ----------------------------------- | ----------------- | ----------------------------- | ----------------- |
| F11/12    | 16.09.08 | David Casinos ESP, F11     | 14,50 1050 P.     | Wladimir Andrjuschtschenko RUS, F12 | 16,46 1015 P.     | Wasil Lischtschynsky UKR, F11 | 13,59 984 P.      |
| F32       | 08.09.08 | Karim Betina ALG           | 10,65             | Mourad Idoudi TUN                   | 10,40             | Mounir Bakiri ALG             | 9,37              |
| F33/34/52 | 12.09.08 | Kamel Kardjena ALG, F33    | 11,54 1109 P.     | Aigars Apinis LAT, F52              | 10,02 1098 P.     | Kyle Pettey CAN, F34          | 11,04 1023 P.     |
| F35/36    | 14.09.08 | Guo Wei CHN, F35           | 16,22 1122 P.     | Edgars Bergs LAT, F35               | 15,54 1075 P.     | Pawel Piotrowski POL, F36     | 13,03 1044 P.     |
| F37/38    | 13.09.08 | Xia Dong CHN, F37          | 16,60 1104 P.     | Tomasz Blatkiewicz POL, F37         | 14,74 980 P.      | Thomas Loosch GER, F38        | 14,44 968 P.      |
| F40       | 15.09.08 | Paschalis Stathelakos GRE  | 11,75             | Mathias Mester GER                  | 11,16             | Hocine Gherzouli ALG          | 11,08             |
| F42       | 10.09.08 | Darko Kralj CRO            | 14,43             | Maxim Naroschny RUS                 | 13,92             | Fanie Lombard RSA             | 13,87             |
| F44       | 08.09.08 | Jackie Christiansen DEN    | 17,89             | Paul Raison AUS                     | 15,83             | Gerdan Fonseca CUB            | 15,65             |
| F53/54    | 16.09.08 | Mauro Maximo MEX, F53      | 8,72 1073 P.      | Markku Niinimäki FIN, F54           | 9,92 1021 P.      | Che Jon Fernandes FRE, F53    | 8,29 1020 P.      |
| F55/56    | 15.09.08 | Olochan Musajew AZE, F56   | 13,49 1162 P.     | K. Smorszczewski POL, F56           | 11,95 1030 P.     | Martin Nemec CZE, F55         | 11,55 1020 P.     |
| F57/58    | 09.09.08 | Alexei Aschapatow RUS, F58 | 16,03 1072 P.     | Jamil Elshebli JOR, F57             | 14,28 1064 P.     | Anastasios Tsiou GRE, F57     | 13,72 1023 P.     |

### Diskuswurf
| Klasse    | Datum    | Goldmedaille                   | Goldmedaille      | Silbermedaille                | Silbermedaille    | Bronzemedaille              | Bronzemedaille    |
| Klasse    | Datum    | Name, Land, Klasse             | Weite (m), Punkte | Name, Land, Klasse            | Weite (m), Punkte | Name, Land, Klasse          | Weite (m), Punkte |
| --------- | -------- | ------------------------------ | ----------------- | ----------------------------- | ----------------- | --------------------------- | ----------------- |
| F11/12    | 13.09.08 | Vasil Lischtschinskyi UKR, F11 | 40,59 991 P.      | Sebastian Baldassari ARG, F11 | 40,43 988 P.      | Oleksandr Jasinovy UKR, F12 | 49,52 974 P.      |
| F32/51    | 11.09.08 | Mourad Idoudi TUN, F32         | 19,72 1132 P.     | Joze Flere SLO, F51           | 10,99 1119 P.     | Martin Zvolanek CZE, F51    | 10,78 1098 P.     |
| F33/34/52 | 08.09.08 | Aigars Apinis LAT, F52         | 20,47 1097 P.     | Chris Martin GBR, F33         | 28,37 1074 P.     | Roman Musil CZE, F33        | 27,11 1026 P.     |
| F35/36    | 11.09.08 | Guo Wei CHN                    | 54,13 1131 P.     | Wang Wenbo CHN, F36           | 38,98 1116 P.     | Reginald Benade NAM, F36    | 37,57 1076        |
| F37/38    | 14.09.08 | Javad Hardani IRI, F38         | 45,62 1024 P.     | Mykola Schabnyak UKR, F37     | 52,00 1010 P.     | Xia Dong CHN, F37           | 51,65 1003 P.     |
| F42       | 16.09.08 | Fanie Lombard RSA              | 46,75             | Mehrdad Karam Zadeh IRI       | 44,74             | Wang Lezheng CHN            | 42,95             |
| F44       | 15.09.08 | Jeremy Campbell USA            | 55,08             | Jackie Christiansen DEN       | 53,69             | Daniel Greaves GBR          | 53,04             |
| F53/54    | 14.09.08 | Fan Liang CHN, F54             | 31,08 1130 P.     | Drazenko Mitrovic SRB, F54    | 29,09 1058 P.     | Toshie Oi JPN, F53          | 26,21 1031 P.     |
| F55/56    | 08.09.08 | Leonardo Diaz CUB, F56         | 40,87 1061 P.     | Ali Mohammad Yari, IRI, F56   | 39,39 1023 P.     | Tanto Campbell JAM, F56     | 39,31 1021 P.     |
| F57/58    | 13.09.08 | Alexei Aschapatow RUS, F58     | 57,61 1079 P.     | Zheng Weihai CHN, F57         | 49,09 1052 P.     | Rostislav Pohlmann CZE, F57 | 45,48 975 P.      |

### Speerwurf
| Klasse    | Datum    | Goldmedaille                         | Goldmedaille      | Silbermedaille            | Silbermedaille    | Bronzemedaille                   | Bronzemedaille    |
| Klasse    | Datum    | Name, Land, Klasse                   | Weite (m), Punkte | Name, Land, Klasse        | Weite (m), Punkte | Name, Land, Klasse               | Weite (m), Punkte |
| --------- | -------- | ------------------------------------ | ----------------- | ------------------------- | ----------------- | -------------------------------- | ----------------- |
| F11/12    | 10.09.08 | Zhu Pengkai CHN, F12                 | 63,07 1114 P.     | Branimir Budetič CRO, F12 | 57,11 1009 P.     | Miroslaw Pych POL, F12           | 56,01 989 P.      |
| F33/34/52 | 15.09.08 | Faouzi Rzig TUN, F34                 | 34,81 1305 P.     | Mohamed Krid TUN, F34     | 31,26 1172 P.     | Jean-Pierre Talatini FRA, F34    | 31,19 1169 P.     |
| F35/36    | 08.09.08 | Guo Wei CHN, F35                     | 56,07 1283 P.     | Pawel Piotrowski POL, F36 | 42,88 1158 P.     | Nicholas Newman RSA, F36         | 42,48 1147 P.     |
| F37/38    | 09.09.08 | Xia Dong CHN, F37                    | 57,81 1201 P.     | Zhang Xuelong CHN, F37    | 50,24 1044 P.     | Javad Hardani IRI, F38           | 47,65 972 P.      |
| F42/44    | 12.09.08 | Gao Mingjie CHN, F44                 | 57,60 1057 P.     | Jewgeni Gudkow RUS, F44   | 55,50 1018 P.     | Gao Changlong, CHN, F44          | 55,30 1015 P.     |
| F53/54    | 12.09.08 | Markku Niinimäki FIN, F54            | 29,33 1112 P.     | Abdolreza Jokar IRI, F53  | 22,08 1108 P.     | Felix Zepeda MEX, F54            | 28,67 1087 P.     |
| F55/56    | 09.09.08 | Pieter Gruiters NED, F56             | 42,27 , 1159 P.   | Zhang Yingbin CHN, F55    | 32,70, 994 P.     | Yaser Abdelaziz Elsayed EGY, F55 | 30,54 929 P.      |
| F57/58    | 16.09.08 | Mohammadreza Mirzaei Jaberi IRI, F57 | 40,84 1052 P.     | Mr Elattar EGY, F58       | 48,80 1035 P.     | Rostislav Pohlmann CZE, F57      | 39,85 1027 P.     |

### Keulenwurf
| Klasse | Datum    | Goldmedaille           | Goldmedaille      | Silbermedaille          | Silbermedaille    | Bronzemedaille     | Bronzemedaille    |
| Klasse | Datum    | Name, Land, Klasse     | Weite (m), Punkte | Name, Land, Klasse      | Weite (m), Punkte | Name, Land, Klasse | Weite (m), Punkte |
| ------ | -------- | ---------------------- | ----------------- | ----------------------- | ----------------- | ------------------ | ----------------- |
| F32/51 | 15.09.08 | Mourad Idoudi TUN, F32 | 35,77 1125 P.     | Stephen Miller GBR, F32 | 34,37 1081 P.     | Jan Vanek CZE, F51 | 25,59 1063 P.     |

### Fünfkampf
| Klasse, Einzeldisziplinen                                   | Datum    | Goldmedaille           | Goldmedaille                                                     | Silbermedaille      | Silbermedaille                                                    | Bronzemedaille     | Bronzemedaille                                                   |
| Klasse, Einzeldisziplinen                                   | Datum    | Name, Land             | Punkte, Einzel- Ergebnisse                                       | Name, Land          | Punkte, Einzel- Ergebnisse                                        | Name, Land         | Punkte, Einzel- Ergebnisse                                       |
| ----------------------------------------------------------- | -------- | ---------------------- | ---------------------------------------------------------------- | ------------------- | ----------------------------------------------------------------- | ------------------ | ---------------------------------------------------------------- |
| P12 - Weitsprung - Speerwurf - 100 m - Diskuswurf - 1500 m  | 12.09.08 | Hilton Langenhoven RSA | 3403 Punkte - 7,24 m - 43,56 m - 10,89 s - 30,17 m - 4:34,74 min | Thomas Ulbricht GER | 3178 Punkte - 6,58 mm - 47,80 m - 11,49 s - 30,40 m - 4:40,16 min | Mahmoud Khaldi TUN | 3149 Punkte - 6,58 m - 42,79 m - 11,46 s - 28,77 m - 4:29:31 min |
| P44 - Weitsprung - Kugelstoßen - 100 m - Diskuswurf - 400 m | 11.09.08 | Jeremy Campbell USA    | 4662 Punkte - 6,40 m - 14,44 m - 11,56 s - 52,30 m - 56,39 s     | Jeff Skiba USA      | 4274 Punkte - 6,15 m - 12,63 m - 12,12 s - 47,31 m - 1:01,29 min  | Urs Kolly SUI      | 4118 Punkte - 6,30 - 12,25 m - 12,60 s - 40,15 m - 1:00,29 min   |

## Frauen

### 100 m
| Klasse | Datum    | Goldmedaille           | Goldmedaille | Silbermedaille             | Silbermedaille | Bronzemedaille          | Bronzemedaille | Wind (m/s) |
| Klasse | Datum    | Name, Land             | Zeit (s)     | Name, Land                 | Zeit (s)       | Name, Land              | Zeit (s)       | Wind (m/s) |
| T11    | 09.09.08 | Wu Chunmiao CHN        | 12,31        | Terezinha Guilhermina BRA  | 12,40          | Adria Santos BRA        | 13,07          | 0,0        |
| T12    | 09.09.08 | Oxana Boturtschuk UKR  | 12,38        | Libby Clegg GBR            | 12,51          | Eva Ngui ESP            | 12,58          | +0,6       |
| T13    | 16.09.08 | Sanaa Benhama MAR      | 12,28        | Ilse Hayes RSA             | 12,45          | Alexandra Dimoglou GRE  | 12,56          | −0,1       |
| T36    | 16.09.08 | Wang Fang CHN          | 13,8         | Claudia Nicoleitzik GER    | 15,00          | Hasel Simpson GBR       | 15,40          | +0,3       |
| T37    | 12.09.08 | Lisa McIntosh AUS      | 14,14        | Wiktorija Krawtschenko UKR | 14,21          | Maria Seifert GER       | 14,28          | −0,2       |
| T38    | 09.09.08 | Inna Djatschenko UKR   | 13,43        | Sonia Mansour TUN          | 13,66          | Margarita Koptilowa RUS | 13,97          | 0,0        |
| T42    | 13.09.08 | Perla Bustamante MEX   | 16,32        | Annette Roozen NED         | 17,13          | Christine Wolf AUS      | 17,49          | −0,1       |
| T44    | 14.09.08 | April Holmes USA       | 13,72        | Marie-Amélie Le Fur FRA    | 12,73          | Wang Juan CHN           | 13,73          | −0,2       |
| T46    | 10.09.08 | Yunidis Castillo CUB   | 12,04        | Jelena Tschistilina RUS    | 12,65          | Alicja Fiodorow POL     | 12,66          | +1,2       |
| T52    | 15.09.08 | Michelle Stilwell CAN  | 19,97        | Tomomi Yamaki JPN          | 21,00          | Teruyo Tanaka JPN       | 21,33          | +0,3       |
| T53    | 12.09.08 | Huang Lisha CHN        | 16,22        | Jessica Galli USA          | 16,88          | Ilana Duff CAN          | 17,69          | −0,2       |
| T54    | 10.09.08 | Chantal Petitclerc CAN | 16,15        | Liu Wenjun CHN             | 16,20          | Dong Hongjiao CHN       | 16,24          | −0,2       |

### 200 m
| Klasse | Datum    | Goldmedaille              | Goldmedaille | Silbermedaille             | Silbermedaille | Bronzemedaille          | Bronzemedaille | Wind (m/s) |
| Klasse | Datum    | Name, Land                | Zeit (s)     | Name, Land                 | Zeit (s)       | Name, Land              | Zeit (s)       | Wind (m/s) |
| T11    | 16.09.08 | Terezinha Guilhermina BRA | 25,14        | Wu Chunmiao CHN            | 25,40          | Jerusa Santos BRA       | 26,02          | −0,2       |
| T12    | 16.09.08 | Assia El'Hannouni FRA     | 24,84        | Oxana Boturtschuk UKR      | 25,03          | Eva Ngui ESP            | 25,70          | −0,5       |
| T13    | 13.09.08 | Sanaa Benhama MAR         | 24,89        | Nantenin Keïta FRA         | 25,51          | Alexandra Dimoglou GRE  | 25,59          | −0,3       |
| T36    | 13.09.08 | Wang Fang CHN             | 29,57        | Claudia Nicoleitzik GER    | 31,48          | Hazel Simpson GBR       | 32,43          | −0,2       |
| T37    | 14.09.08 | Lisa McIntosh AUS         | 29,28        | Wiktorija Krawtschenko UKR | 29,60          | Maria Seifert GER       | 29,99          | −0,7       |
| T38    | 12.09.08 | Inna Djatschenko UKR      | 27,81        | Sonia Mansour TUN          | 28,07          | Margarita Koptilowa RUS | 28,62          | −0,1       |
| T44    | 09.09.08 | Katrin Green GER          | 28,02        | Kate Horan NZL             | 28,36          | Stefanie Reid CAN       | 28,85          | +1,1       |
| T46    | 12.09.08 | Yunidis Castillo CUB      | 24,72        | Alicia Fiodorow POL        | 25,96          | Julie Smith AUS         | 26,03          | −0,6       |
| T52    | 11.09.08 | Michelle Stilwell CAN     | 36,18        | Tomomi Yamaki JPN          | 37,44          | Pia Schmid SUI          | 39,95          | −0,5       |
| T53    | 15.09.08 | Huang Lisha CHN           | 29,17        | Jessica Galli USA          | 29,68          | Zhou Hongzhuan CHN      | 30,15          | −0,4       |
| T54    | 14.09.08 | Chantal Petitclerc CAN    | 27,52        | Tatyana McFadden USA       | 28,43          | Manuela Schär SUI       | 28,84          | +0,5       |

### 400 m
| Klasse | Datum    | Goldmedaille               | Goldmedaille | Silbermedaille             | Silbermedaille | Bronzemedaille                 | Bronzemedaille |
| Klasse | Datum    | Name, Land                 | Zeit (s)     | Name, Land                 | Zeit (s)       | Name, Land                     | Zeit (s)       |
| ------ | -------- | -------------------------- | ------------ | -------------------------- | -------------- | ------------------------------ | -------------- |
| T12    | 13.09.08 | Assia El'Hannouni FRA, T12 | 55,06        | Oxana Boturtschuk UKR, T12 | 55,58          | Terezinha Guilhermina BRA, T11 | 57,02          |
| T13    | 12.09.08 | Sanaa Benhama MAR          | 55,56        | Alexandra Dimoglou GRE     | 56,09          | Nantenin Keïta FRA             | 56,28          |
| T53    | 10.09.08 | Jessica Galli USA          | 54,88        | Zhou Hongzhuan CHN         | 55,28          | Anjali Forber Pratt USA        | 56,59          |
| T54    | 12.09.08 | Chantal Petitclerc CAN     | 52,02        | Tatyana McFadden USA       | 53,49          | Diane Roy CAN                  | 54,72          |

### 800 m
| Klasse | Datum    | Goldmedaille            | Goldmedaille | Silbermedaille             | Silbermedaille | Bronzemedaille         | Bronzemedaille |
| Klasse | Datum    | Name, Land, Klasse      | Zeit (min)   | Name, Land, Klasse         | Zeit (min)     | Name, Land, Klasse     | Zeit (min)     |
| ------ | -------- | ----------------------- | ------------ | -------------------------- | -------------- | ---------------------- | -------------- |
| T12/13 | 09.09.08 | Somaya Bousaid TUN, T13 | 2:03,21      | Assia El'Hannouni FRA, T12 | 2:04,96        | Elena Pautowa RUS, T12 | 2:15,70        |
| T53    | 15.09.08 | Zhou Hongzhuan CHN      | 1:57,25      | Jessica Galli USA          | 1:57,25        | Amanda McGrory USA     | 1:57,31        |
| T54    | 14.09.08 | Chantal Petitclerc CAN  | 1:45,19      | Tatyana McFadden USA       | 1:46,95        | Diane Roy CAN          | 1:48,07        |

### 1500 m
| Klasse | Datum    | Goldmedaille            | Goldmedaille | Silbermedaille             | Silbermedaille | Bronzemedaille          | Bronzemedaille |
| Klasse | Datum    | Name, Land, Klasse      | Zeit (min)   | Name, Land, Klasse         | Zeit (min)     | Name, Land, Klasse      | Zeit (min)     |
| ------ | -------- | ----------------------- | ------------ | -------------------------- | -------------- | ----------------------- | -------------- |
| T13    | 14.09.08 | Somaya Bousaid TUN, F13 | 4:14,00      | Assia El'Hannouni FRA, F12 | 4:19,20        | Jelena Pautowa RUS, F12 | 4:32,91        |
| T54    | 16.09.08 | Chantal Petitclerc CAN  | 3:39,88      | Shelly Woods GBR           | 3:40,99        | Edith Wolf-Hunkeler SUI | 3:41,03        |

### 5000 m
| Klasse | Datum    | Goldmedaille            | Goldmedaille | Silbermedaille     | Silbermedaille | Bronzemedaille        | Bronzemedaille |
| Klasse | Datum    | Name, Land              | Zeit (min)   | Name, Land         | Zeit (min)     | Name, Land            | Zeit (min)     |
| ------ | -------- | ----------------------- | ------------ | ------------------ | -------------- | --------------------- | -------------- |
| T54    | 12.09.08 | Amanda McGrory USA, T53 | 12:29,07     | Diane Roy CAN, T54 | 12:29,08       | Shelly Woods GBR, T54 | 12:29,32       |

### 4-×-100-m-Staffel
| Klasse  | Datum    | Goldmedaille                                                                                    | Goldmedaille | Silbermedaille                                                                                      | Silbermedaille | Bronzemedaille                                                                                                   | Bronzemedaille |
| Klasse  | Datum    | Land, Namen, Klassen                                                                            | Zeit (min)   | Land, Namen, Klassen                                                                                | Zeit (min)     | Land, Namen, Klassen                                                                                             | Zeit (min)     |
| ------- | -------- | ----------------------------------------------------------------------------------------------- | ------------ | --------------------------------------------------------------------------------------------------- | -------------- | --- | -------------- |
| T53/T54 | 16.09.08 | Volksrepublik China - Dong Hongjiao, T54 - Liu Wenjun, T54 - Huang Lisha, T53 - Zhang Ting, T54 | 57,61        | Australien - Madison de Rozario, T54 - Christie Dawes, T54 - Angie Billard, T53 - Jemima Moore, T54 | 1:01,91        | Vereinigte Staaten - Tatyana McFadden, T54 - Anjali Forber Pratt, T53 - Amanda McGrory, T53 - Jessica Galli, T53 | 1:02,16        |

### Marathon
| Klasse | Datum    | Goldmedaille            | Goldmedaille | Silbermedaille     | Silbermedaille | Bronzemedaille  | Bronzemedaille |
| Klasse | Datum    | Name, Land              | Zeit (h)     | Name, Land         | Zeit (h)       | Name, Land      | Zeit (h)       |
| ------ | -------- | ----------------------- | ------------ | ------------------ | -------------- | --------------- | -------------- |
| T54    | 17.09.08 | Edith Wolf-Hunkeler SUI | 1:39:59      | Amanda McGrory USA | 1:40:00        | Sandra Graf SUI | 1:40:01        |

### Weitsprung
| Klasse | Datum    | Goldmedaille        | Goldmedaille          | Silbermedaille          | Silbermedaille        | Bronzemedaille        | Bronzemedaille        |
| Klasse | Datum    | Name, Land          | Weite (m), Wind (m/s) | Name, Land              | Weite (m), Wind (m/s) | Name, Land            | Weite (m), Wind (m/s) |
| ------ | -------- | ------------------- | --------------------- | ----------------------- | --------------------- | --------------------- | --------------------- |
| F12    | 14.09.08 | Oxana Subkowska UKR | 6,28 (+0,5)           | Wolha Sinkjewitsch BLR  | 5,81 (+0,7)           | Liu Miaomiao CHN      | 5,74 (+0,7)           |
| F13    | 12.09.08 | Ilse Hayes RSA      | 5,68 (+0,2)           | Anthi Karagianni GRE    | 5,63 (+0,2)           | Switlana Gorbenko UKR | 5,62 (+0,1)           |
| F42    | 08.09.08 | Christine Wolf AUS  | 3,73 (−0,3)           | Annette Roozen NED      | 3,63 (−0,5)           | Ewa Zielińska POL     | 3,62 (−0,2)           |
| F44    | 09.09.08 | Andrea Scherney AUT | 4,82 (0,0)            | Marie-Amélie Le Fur FRA | 4,71 (−0,3)           | Astrid Hofte GER      | 4,67 (+0,3)           |

### Kugelstoßen
| Klasse       | Datum    | Goldmedaille                     | Goldmedaille    | Silbermedaille                  | Silbermedaille  | Bronzemedaille                | Bronzemedaille  |
| Klasse       | Datum    | Name, Land, Klasse               | Weite, Punkte   | Name, Land, Klasse              | Weite, Punkte   | Name, Land, Klasse            | Weite, Punkte   |
| ------------ | -------- | -------------------------------- | --------------- | ------------------------------- | --------------- | ----------------------------- | --------------- |
| F12/13       | 14.09.08 | Tang Hongxia CHN, F12            | 12,69           | Tamara Siwakowa BLR, F12        | 12,13           | Jodi Willis-Roberts AUS, F12  | 11,21           |
| F32-34/52/53 | 15.09.08 | Antonia Balek CRO, F52           | 5,69 (1240 P.)  | Birgit Pohl GER, F34            | 8,46 (1122 P.)  | Maria Stamatoula GRE, F32     | 5,64 (1109 P.)  |
| F35/36       | 12.09.08 | Alla Maltschyk UKR, F36          | 9,33 (1048 P.)  | Wu Qing CHN, F36                | 9,13 (1025 P.)  | Renata Chilewska POL, F35     | 9,26 m (992 P.) |
| F37/38       | 11.09.08 | Mi Na CHN, F37                   | 11,58 (1129 P.) | Aldona Grigaliuniene LTU, F38   | 12,58 (1102 P.) | Eva Berna CZE, F37            | 10,84 (1057 P.) |
| F40          | 15.09.08 | Raoua Tlili TUN                  | 8,95            | Menggen Jimisu CHN              | 8,48            | Laila El Garaa MAR            | 8,44            |
| F42-46       | 09.09.08 | Zheng Baozhu CHN, F42            | 10,06 (1078 P.) | Zhong Yongyuan CHN, F42         | 9,80 (1051 P.)  | Michaela Flöth GER, F44       | 12,58 (1034 P.) |
| F54-56       | 08.09.08 | Eva Kacanu CZE, F54              | 6,73 (1084 P.)  | Martina Monika Willing GER, F56 | 8,61 (1034 P.)  | Marianne Buggenhagen GER, F55 | 8,54 (1026 P.)  |
| F57/58       | 09.09.08 | Eucharia Njideka Iyiazi NGR, F58 | 10,96 (1128 P.) | Angeles Ortiz MEX, F58          | 10,94 (1126 P.) | Nadia Medjemedj ALG, F57      | 10,93 (1088 P.) |

### Diskuswurf
| Klasse       | Datum    | Goldmedaille                     | Goldmedaille      | Silbermedaille            | Silbermedaille    | Bronzemedaille            | Bronzemedaille    |
| Klasse       | Datum    | Name, Land                       | Weite (m), Punkte | Name, Land                | Weite (m), Punkte | Name, Land                | Weite (m), Punkte |
| ------------ | -------- | -------------------------------- | ----------------- | ------------------------- | ----------------- | ------------------------- | ----------------- |
| F12/13       | 16.09.08 | Tamara Siwakowa BLR, F12         | 41,29             | Zhang Liangmin CHN, F12   | 40,35             | Elizabeth Almada ARG, F12 | 38,03             |
| F32-34/51-53 | 10.09.08 | Tetjana Jakubtschuk UKR, F33     | 17,05 (1129 P.)   | Frances Herrmann GER, F34 | 21,19 (1108 P.)   | Yousra Ban Jemaa TUN, F34 | 21,00 (1098 P.)   |
| F35/36       | 09.09.08 | Wu Qing CHN, F36                 | 25,80 (1199 P.)   | Kath Proudfoot AUS, F36   | 23,91 (1111 P.)   | Alla Maltschyk UKR, F36   | 22,15 (1029 P.)   |
| F37/38       | 14.09.08 | Mi Na CHN, F37                   | 33,67 (1146 P.)   | Amanda Fraser AUS, F37    | 29,73 (1012 P.)   | Li Chunhua CHN, F37       | 27,95 (951 P.)    |
| F40          | 13.09.08 | Menggen Jimisu CHN               | 28,04             | Raoua Tlili TUN           | 27,61             | Najat El Garaa MAR        | 26,86             |
| F42-46       | 15.09.08 | Wang Jun CHN, F42                | 36,99 (1216 P.)   | Yang Yue CHN, F44         | 42,38 (1122 P.)   | Zheng Baozhu CHN, F42     | 33,19 (1091 P.)   |
| F54-56       | 09.09.08 | Marianne Buggenhagen GER, F55    | 27,80 (1060 P.)   | Wang Ting CHN, F54        | 17,04 (1010 P.)   | Jana Fesslova CZE, F55    | 24,82 (946 P.)    |
| F57/58       | 16.09.08 | Eucharia Njideka Iyiazi NGR, F58 | 35,21 (1120 P.)   | Stela Enewa BUL, F58      | 34,58 (1100 P.)   | Nadia Medjemedj ALG, F57  | 28,74 (1090 P.)   |

### Speerwurf
| Klasse       | Datum    | Goldmedaille                    | Goldmedaille      | Silbermedaille                 | Silbermedaille    | Bronzemedaille            | Bronzemedaille    |
| Klasse       | Datum    | Name, Land, Klasse              | Weite (m), Punkte | Name, Land, Klasse             | Weite (m), Punkte | Name, Land, Klasse        | Weite (m), Punkte |
| ------------ | -------- | ------------------------------- | ----------------- | ------------------------------ | ----------------- | ------------------------- | ----------------- |
| F33/34/52/53 | 13.09.08 | Antonia Balek CRO, F52          | 12,82 (1425 P.)   | Louadjeda Benoumessad ALG, F34 | 17,28 (1217 P.)   | Birgit Pohl GER, F34      | 16,36 (1152 P.)   |
| F35-38       | 10.09.08 | Wu Qing CHN, F36                | 28,84 (1662 P.)   | Shirlene Coelho BRA, F37       | 35,95 (1513 P.)   | Renata Chilewska POL, F35 | 25,59 (1161 P.)   |
| F42-46       | 08.09.08 | Yao Juan CHN, F44               | 40,51 (1106 P.)   | Andrea Hegen GER, F46          | 39,23 (1071 P.)   | Madeleine Hogan AUS, F46  | 39,89 (1062 P.)   |
| F54-56       | 14.09.08 | Martina Monika Willing GER, F56 | 23,99 (1209 P.)   | Hania Aidi TUN, F54            | 16,83 (1149 P.)   | Daniela Todorowa BUL, F55 | 13,38 (1092 P.)   |
| F57/58       | 11.09.08 | Qing Suping CHN, F57            | 22,71 (1140 P.)   | Nakhumicha Zakayo KEN, F57     | 22,64 (1137 P.)   | Jeny Velazco MEX, F58     | 30,57 (1037 P.)   |